# Населення Нікарагуа
Населення Нікарагуа. Чисельність населення країни 2015 року становила 5,907 млн осіб (111-те місце у світі). Чисельність нікарагуанців стабільно збільшується, народжуваність 2015 року становила 18,03 ‰ (103-тє місце у світі), смертність — 5,08 ‰ (185-те місце у світі), природний приріст — 1 % (118-те місце у світі) . 

## Природний рух

### Відтворення
Народжуваність у Нікарагуа, станом на 2015 рік, дорівнює 18,03 ‰ (103-тє місце у світі). Коефіцієнт потенційної народжуваності 2015 року становив 1,94 дитини на одну жінку (132-ге місце у світі). Рівень застосування контрацепції 80,4 % (станом на 2012 рік). Середній вік матері при народженні першої дитини становив 19,7 року, медіанний вік для жінок — 20—24 роки (оцінка на 2007 рік).
Смертність у Нікарагуа 2015 року становила 5,08 ‰ (185-те місце у світі).
Природний приріст населення в країні 2015 року становив 1 % (118-те місце у світі).

### Вікова структура

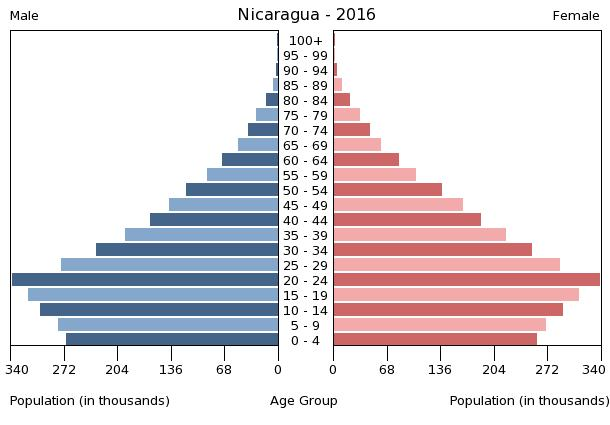
Віково-статева піраміда населення Нікарагуа, 2016 рік

Середній вік населення Нікарагуа становить 25,2 року (154-те місце у світі): для чоловіків — 24,3, для жінок — 26 років. Очікувана середня тривалість життя 2015 року становила 72,98 року (134-те місце у світі), для чоловіків — 70,81 року, для жінок — 75,26 року.
Вікова структура населення Нікарагуа, станом на 2015 рік, мала такий вигляд:
- діти віком до 14 років — 28,57 % (860 721 чоловік, 827 136 жінок);
- молодь віком 15—24 роки — 22,16 % (657 339 чоловіків, 651 744 жінки);
- дорослі віком 25—54 роки — 38,69 % (1 081 081 чоловік, 1 204 669 жінок);
- особи передпохилого віку (55—64 роки) — 5,6 % (153 711 чоловіків, 177 334 жінки);
- особи похилого віку (65 років і старіші) — 4,98 % (131 965 чоловіків, 162 181 жінка)[1].

### Шлюбність— розлучуваність
Коефіцієнт шлюбності, тобто кількість шлюбів на 1 тис. осіб за календарний рік, дорівнює 4,5; коефіцієнт розлучуваності — 0,8; індекс розлучуваності, тобто відношення шлюбів до розлучень за календарний рік — 18 (дані за 2005 рік).

## Розселення
Густота населення країни 2015 року становила 50,5 особи/км² (158-ме місце у світі). Більшість населення проживає в західній половині країни з центром у Манагуа; великі скупчення поселень також і в прибережних районах.

### Урбанізація
Нікарагуа високоурбанізована країна. Рівень урбанізованості становить 58,8 % населення країни (станом на 2015 рік), темпи зростання частки міського населення — 1,96 % (оцінка тренду за 2010—2015 роки).
Головні міста держави: Манагуа (столиця) — 956,0 тис. осіб (дані за 2015 рік).

### Міграції
Річний рівень еміграції 2015 року становив 3 ‰ (181-ше місце у світі). Цей показник не враховує різниці між законними і незаконними мігрантами, між біженцями, трудовими мігрантами та іншими.

#### Біженці й вимушені переселенці
У країні мешкає 1 офіційно зареєстрована особа без громадянства.
Нікарагуа є членом Міжнародної організації з міграції (IOM).

## Расово-етнічний склад
| Етнічний склад (2015 рік) | Етнічний склад (2015 рік) | Етнічний склад (2015 рік) | Етнічний склад (2015 рік) | Етнічний склад (2015 рік) |
| ------------------------- | ------------------------- | ------------------------- | ------------------------- | ------------------------- |
| Етнос:                    |                           |                           | Відсоток:                 |                           |
| метиси                    | метиси                    |                           | 69%                       | 69%                       |
| білі                      | білі                      |                           | 17%                       | 17%                       |
| темношкірі                | темношкірі                |                           | 9%                        | 9%                        |
| індіанці                  | індіанці                  |                           | 5%                        | 5%                        |

Головні етноси країни: метиси — 69 %, білі — 17 %, темношкірі — 9 %, індіанці — 5 % населення.

## Мови
| Мови Нікарагуа (2015 рік) | Мови Нікарагуа (2015 рік) | Мови Нікарагуа (2015 рік) | Мови Нікарагуа (2015 рік) | Мови Нікарагуа (2015 рік) |
| ------------------------- | ------------------------- | ------------------------- | ------------------------- | ------------------------- |
| Мова:                     |                           |                           | Відсоток:                 |                           |
| іспанська                 | іспанська                 |                           | 95.3%                     | 95.3%                     |
| мескіто                   | мескіто                   |                           | 2.2%                      | 2.2%                      |
| інші                      | інші                      |                           | 2.5%                      | 2.5%                      |

Офіційна мова: іспанська — розмовляє 95,3 % населення країни. Інші поширені мови: мескіто — 2,2 %, мова метисів — 2 %, інші мови — 0,5 %, англійська та індіанські мови поширені на узбережжі Карибського моря (оцінка 2005 року).

## Релігії
| Релігії в Нікарагуа (2005 рік) | Релігії в Нікарагуа (2005 рік) | Релігії в Нікарагуа (2005 рік) | Релігії в Нікарагуа (2005 рік) | Релігії в Нікарагуа (2005 рік) |
| ------------------------------ | ------------------------------ | ------------------------------ | ------------------------------ | ------------------------------ |
| Віросповідання:                |                                |                                | Відсоток:                      |                                |
| католики                       | католики                       |                                | 58.5%                          | 58.5%                          |
| протестанти                    | протестанти                    |                                | 23.2%                          | 23.2%                          |
| свідки Єгови                   | свідки Єгови                   |                                | 0.9%                           | 0.9%                           |
| інші                           | інші                           |                                | 1.6%                           | 1.6%                           |
| атеїсти                        | атеїсти                        |                                | 15.7%                          | 15.7%                          |

Головні релігії й вірування, які сповідує, і конфесії та церковні організації, до яких відносить себе населення країни: римо-католицтво — 58,5 %, протестантизм — 23,2 % (євангелізм — 21,6 %, чеські брати — 1,6 %), Свідки Єгови — 0,9 %, інші — 1,6 %, не сповідують жодної — 15,7 % (станом на 2005 рік).

## Освіта
Рівень письменності 2015 року становив 82,8 % дорослого населення (віком від 15 років): 82,4 % — серед чоловіків, 83,2 % — серед жінок.
Державні витрати на освіту становлять 4,5 % ВВП країни, станом на 2010 рік (88-ме місце у світі).

## Охорона здоров'я
Забезпеченість лікарями в країні на рівні 0,9 лікаря на 1000 мешканців (станом на 2014 рік). Забезпеченість лікарняними ліжками у стаціонарах — 0,9 ліжка на 1000 мешканців (станом на 2012 рік). Загальні витрати на охорону здоров'я 2014 року становили 9 % ВВП країни (55-те місце у світі).
Смертність немовлят до 1 року, станом на 2015 рік, становила 19,65 ‰ (88-ме місце у світі); хлопчиків — 22,56 ‰, дівчаток — 16,59 ‰. Рівень материнської смертності 2015 року становив 150 випадків на 100 тис. народжень (76-те місце у світі).
Нікарагуа входить до складу ряду міжнародних організацій: Міжнародного руху (ICRM) і Міжнародної федерації товариств Червоного Хреста і Червоного Півмісяця (IFRCS), Дитячого фонду ООН (UNISEF), Всесвітньої організації охорони здоров'я (WHO).

### Захворювання
Потенційний рівень зараження інфекційними хворобами в країні високий. Найпоширеніші інфекційні захворювання: діарея, гепатит А, черевний тиф, гарячка денге, малярія. Станом на серпень 2016 року в країні були зареєстровані випадки зараження вірусом Зіка через укуси комарів Aedes, переливання крові, статевим шляхом, під час вагітності.
2014 року було зареєстровано 10,0 тис. хворих на СНІД (107-ме місце в світі), це 0,27 % населення в репродуктивному віці 15—49 років (88-ме місце у світі). Смертність 2014 року від цієї хвороби становила приблизно 400 осіб (91-ше місце у світі).
Частка дорослого населення з високим індексом маси тіла 2014 року становила 15,5 % (81-ше місце у світі); частка дітей віком до 5 років зі зниженою масою тіла становила 5,7 % (оцінка на 2007 рік). Ця статистика показує як власне стан харчування, так і наявну/гіпотетичну поширеність різних захворювань.

### Санітарія
Доступ до облаштованих джерел питної води 2015 року мало 99,3 % населення в містах і 69,4 % в сільській місцевості; загалом 87 % населення країни. Відсоток забезпеченості населення доступом до облаштованого водовідведення (каналізація, септик): в містах — 76,5 %, в сільській місцевості — 55,7 %, загалом по країні — 67,9 % (станом на 2015 рік). Споживання прісної води, станом на 2008 рік, дорівнює 1,39 км³ на рік, або 265,9 тонни на одного мешканця на рік: з яких 23 % припадає на побутові, 4 % — на промислові, 73 % — на сільськогосподарські потреби.

## Соціально-економічне становище
Співвідношення осіб, що в економічному плані залежать від інших, до осіб працездатного віку (15—64 роки) загалом становить 54,1 % (станом на 2015 рік): частка дітей — 46,3 %; частка осіб похилого віку — 7,8 %, або 12,8 потенційно працездатного на 1 пенсіонера. Загалом ці показники характеризують рівень потреби державної допомоги в секторах освіти, охорони здоров'я і пенсійного забезпечення, відповідно. За межею бідності 2015 року перебувало 29,6 % населення країни. Розподіл доходів домогосподарств у країні має такий вигляд: нижній дециль — 1,4 %, верхній дециль — 41,8 % (станом на 2005 рік).
Станом на 2013 рік, в країні 1,4 млн осіб не має доступу до електромереж; 78 % населення має доступ, в містах цей показник дорівнює 100 %, у сільській місцевості — 43 %. Рівень проникнення інтернет-технологій надзвичайно низький. Станом на липень 2015 року в країні налічувалось 1,164 млн унікальних інтернет-користувачів (123-тє місце у світі), що становило 19,7 % загальної кількості населення країни.

### Трудові ресурси
Загальні трудові ресурси 2015 року становили 2,98 млн осіб (104-те місце у світі). Зайнятість економічно активного населення у господарстві країни розподіляється таким чином: аграрне, лісове і рибне господарства — 31 %; промисловість і будівництво — 18 %; сфера послуг — 50 % (станом на 2011 рік). 223,99 тис. дітей у віці від 5 до 17 років (14 % загальної кількості) 2005 року були залучені до дитячої праці. Безробіття 2014 року дорівнювало 6,1 % працездатного населення, 2013 року — 6 %, 2008 року — 46,5 % (68-ме місце у світі); серед молоді у віці 15—24 років ця частка становила 11,9 %, серед юнаків — 9,8 %, серед дівчат — 15,6 % (110-те місце у світі).

## Кримінал

### Наркотики

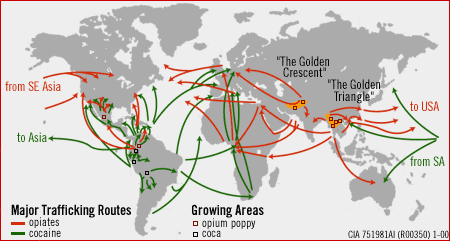
Світові маршрути наркотрафіку

Перевалочний пункт для кокаїну на шляхах до США; незаконна торгівля зброєю.

### Торгівля людьми
Згідно зі щорічною доповіддю про торгівлю людьми (англ. Trafficking in Persons Report) Управління з моніторингу та боротьби з торгівлею людьми Державного департаменту США, уряд Нікарагуа докладає усіх можливих зусиль у боротьбі з явищем примусової праці, сексуальної експлуатації, незаконною торгівлею внутрішніми органами, законодавство відповідає усім вимогам американського закону 2000 року щодо захисту жертв (англ. Trafficking Victims Protection Act’s), держава перебуває у списку першого рівня.

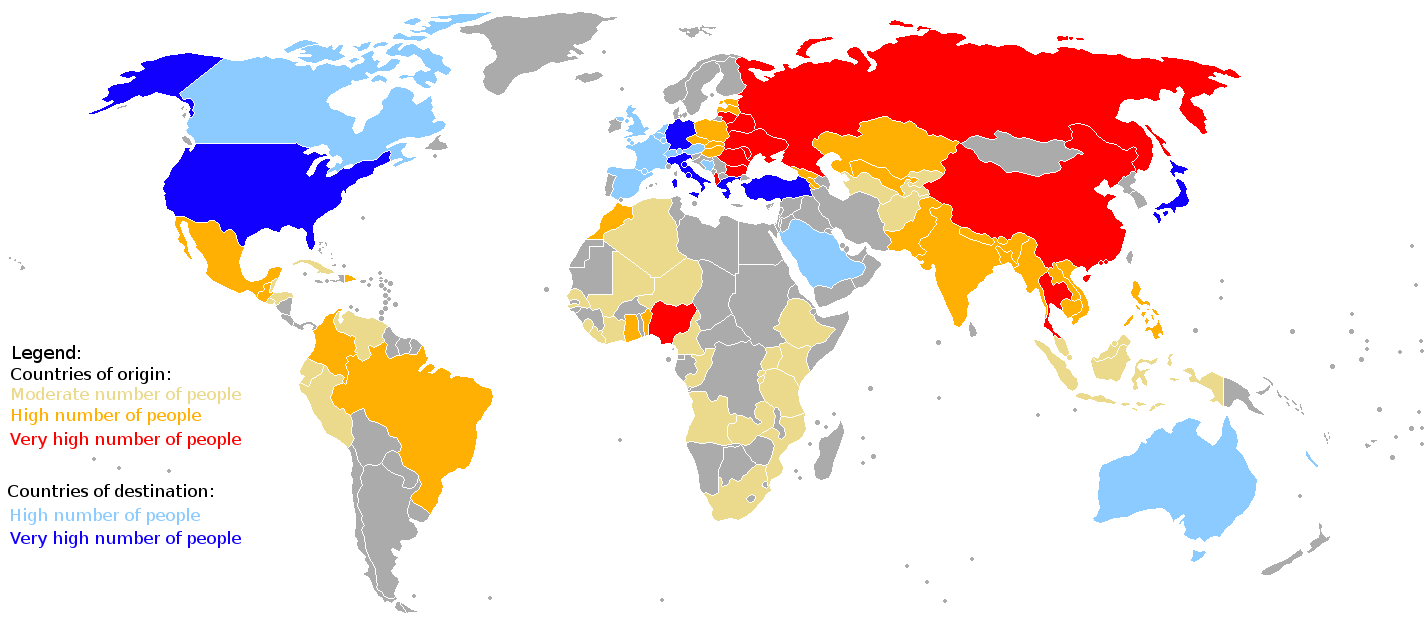
Країни-донори (червоний) і країни-реципієнти кримінальних потоків  (англ.)
Глобальна боротьба з торгівлею людьми (англ.)

## Гендерний стан
Статеве співвідношення (оцінка 2015 року):
- при народженні — 1,05 особи чоловічої статі на 1 особу жіночої;
- у віці до 14 років — 1,04 особи чоловічої статі на 1 особу жіночої;
- у віці 15—24 років — 1,01 особи чоловічої статі на 1 особу жіночої;
- у віці 25—54 років — 0,9 особи чоловічої статі на 1 особу жіночої;
- у віці 55—64 років — 0,87 особи чоловічої статі на 1 особу жіночої;
- у віці за 64 роки — 0,81 особи чоловічої статі на 1 особу жіночої;
- загалом — 0,95 особи чоловічої статі на 1 особу жіночої[1].

## Демографічні дослідження
Демографічні дослідження у країні ведуться рядом державних і наукових установ:

### Українською
- Атлас. 10—11 клас. Економічна і соціальна географія світу / упорядники :  О. Я. Скуратович, Н. І. Чанцева. — К. : ДНВП «Картографія», 2010. — ISBN 978-966-475-639-3.
- Атлас світу / голов. ред. І. С. Руденко ; зав. ред. В. В. Радченко ; відп. ред. О. В. Вакуленко. — К. : ДНВП «Картографія», 2005. — 336 с. — ISBN 9666315467.
- Безуглий В. В. Економічна і соціальна географія зарубіжних країн : Навчальний посібник. — К. : ВЦ «Академія», 2007. — 704 с. — ISBN 978-966-580-239-6.
- Безуглий В. В., Козинець С. В. Регіональна економічна і соціальна географія світу : Навчальний посібник. — видання 2-ге, доп., перероб. — К. : ВЦ «Академія», 2007. — 688 с. — ISBN 966-580-144-9.
- Головченко В. І., Кравчук О. Країнознавство: Азія, Африка, Латинська Америка, Австралія і Океанія. — К., 2006. — 335 с. — ISBN 966-8939-04-2.
- Гудзеляк І. І. Географія населення: Навчальний посібник / І. Гудзеляк. — Л. : Видавничий центр ЛНУ імені Івана Франка, 2008. — 232 с. — ISBN 978-966-613-599-8.
- Дахно І. І. Країни світу: Енциклопедичний довідник / І. І. Дахно, С. М. Тимофієв. — К. : Мапа, 2011. — 606 с. — (Бібліотека нового українця) — ISBN 978-966-8804-23-6.
- Дахно І. І. Економічна географія зарубіжних країн : навчальний посібник. — К. : Центр учбової літератури, 2014. — 319 с. — ISBN 978-611-01-0682-5.
- Джаман В. О. Регіональні системи розселення: демографічні аспекти. — Чернівці : Рута, 2003. — 392 с. — ISBN 9665685988.
- Дорошенко Л. С. Демографія: Навчальний посібник. — К. : МАУП, 2005. — 112 с. — ISBN 966-608-442-2.
- Дубович І. А. Країнознавчий словник-довідник. — 5-те вид., перероб. і доп. — К. : Знання, 2008. — 839 с. — ISBN 978-966-346-330-8.
- Економічна і соціальна географія країн світу. Навчальний посібник / За ред. Кузика С. П. — Л. : Світ, 2002. — 672 с. — ISBN 966-603-178-7.
- Загальна медична географія світу / В. О. Шевченко [та ін.] — К. : [б.в.], 1998. — 178 с.
- Книш М. М., Мамчур О. І. Регіональна економічна і соціальна географія світу (Латинська Америка та Карибські країни, Африка, Азія, Океанія) : навч. посіб. — Л. : ЛНУ ім. Івана Франка, 2013. — 368 с. — ISBN 978-617-10-0007-0.
- Крисаченко В. С. Динаміка населення: Популяційні, етнічні та глобальні виміри. — К. : Видавництво Національного інституту стратегічних досліджень, 2005. — 368 с. — ISBN 966-554-083-1.
- Кузик С. П., Книш М. М. Економічна і соціальна географія країн Америки : навч. посіб. — Л. : ЛНУ ім. Івана Франка, 1999. — 299 с. — ISBN 966-613-026-2.
- Любіцева О. О., Мезенцев К. В., Павлов С. В. Географія релігій. — К. : АртЕК, 1999. — 504 с. — ISBN 966-505-006-0.
- Масляк П. О. Країнознавство. — К. : Знання, 2007. — 292 с. — (Вища освіта XXI століття)
- Масляк П. О., Дахно І. І. Економічна і соціальна географія світу / П. О. Масляк, І. І. Дахно ; за ред. П. О. Масляка. — К. : Вежа, 2003. — 280 с. — ISBN 966-7091-53-8.

### Російською
- (рос.) Никарагуа // Демографический энциклопедический словарь / главн. ред. Валентей Д. И. — М. : Советская энциклопедия, 1985. — 608 с.
- (рос.) Никарагуа // Латинская Америка. Энциклопедический справочник [в 2-х тт.] / Главный редактор В. В. Вольский. — М. : Советская энциклопедия, 1982. — Т. 2. К-Я. — 656 с.
- (рос.) Никарагуа // Страны и народы. Америка. Общий обзор Латинской Америки. Средняя Америка / Редкол. : отв. ред. В. В. Вольский, Я. Г. Машбиц и др. — М. : «Мысль», 1981. — 333 с. — (Страны и народы) — 180 тис. прим.
- (рос.) Атлас народов мира / Отв. ред. С. И. Брук и В. С. Апенченко. — М. : ГУГК ГГК СССР и Институт этнографии им. Н. Н. Миклухо-Маклая АН СССР, 1964. — 185 с. — 20 тис. прим.
- (рос.) Численность и расселение народов мира. Этнографические очерки / под ред. С. И. Брука. — М. : Издательство АН СССР, 1962. — 487 с.
- (рос.) Лаппо Г. М. География городов: Учебное пособие для географических факультетов вузов. — М. : Туманит, изд. центр ВЛАДОС, 1997. — 476 с. — ISBN 5-691-00047-0.
- (рос.) Урланис Б. Ц. Рост населения в Европе (опыт исчисления). — М. : ОГИЗ-Госполитиздат, 1941. — 436 с.
- (рос.) Ягельский А. География населения. — М. : Прогресс, 1980. — 383 с.